# Hanyang
Hanyang är även ett äldre namn på staden Seoul.
Hanyang är ett stadsdistrikt i provinshuvudstaden Wuhan i Hubei-provinsen i centrala Kina. Stadsdelen är belägen på den vänstra stranden av Yangtze, som skiljer det från Wuchang, och vid mynningen av Han Shui, som skiljer det från Hankou.

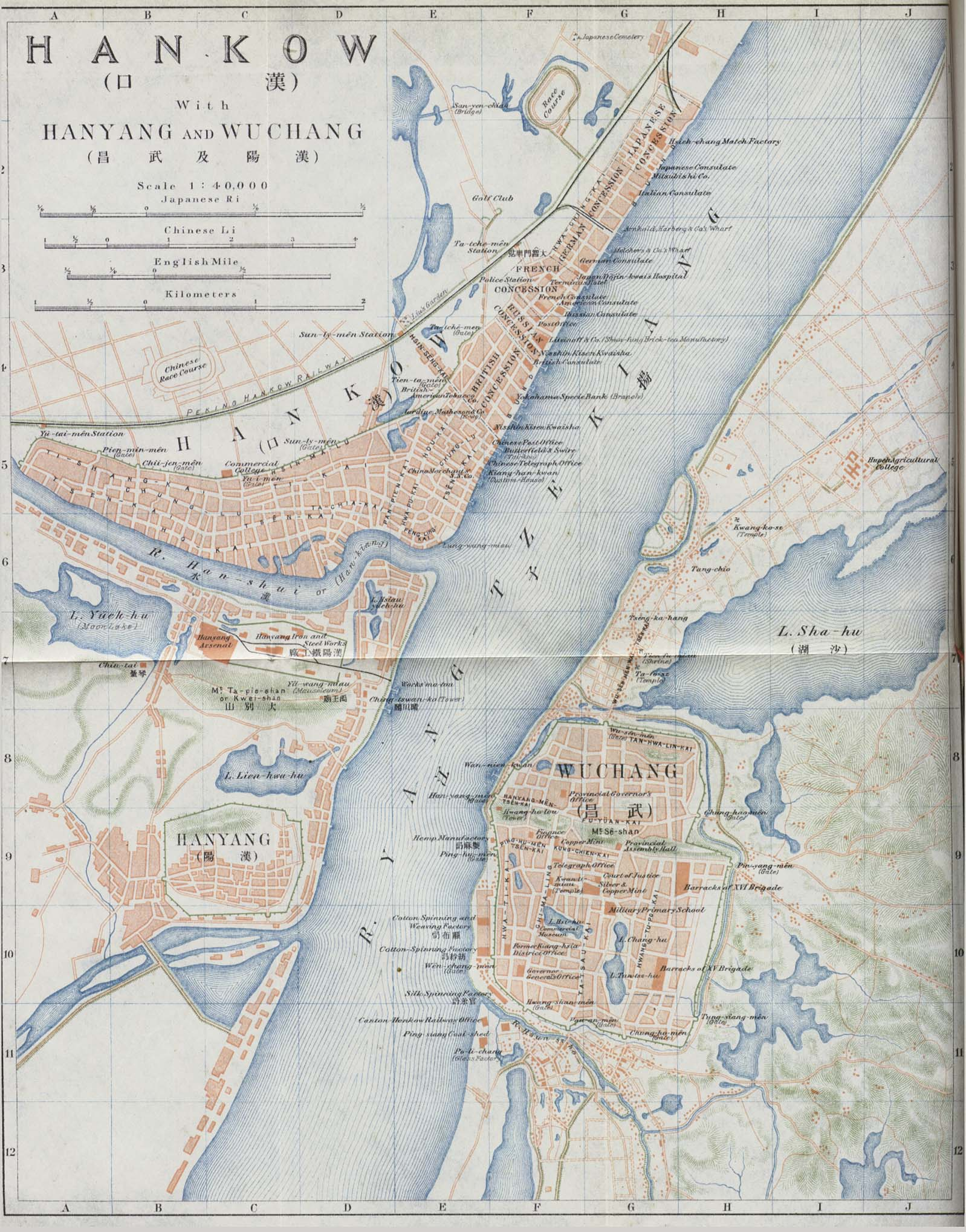
Karta över Hankou, Hanyang och Wuchang år 1915.

## Historia
Hanyang var länge ett eget muromgärdat häradsäte och blev under Qingdynastin säte för prefekturen Hanyang. Under Republiken Kina lydde staden omväxlande under Wuchang och Hankou. 1926 slogs de tre städerna samman till Wuhan. Staden var länge säte för en metodistisk mission.
Hanyang spelade en viktig roll under Kinas tidiga industrialisering och 1889 grundade generalguvernör Zhang Zhidong ett järnverk i staden, vilket 1908 slogs samman med en järngruva i Daye och kolgruvorna i Pingxiang för att bilda "Kol - och järnbolaget Hanyeping AB" (漢冶萍煤鐵廠礦有限公司). Bolaget fick sedermera starka japanska intressenter och 1915 ingick kontroll över Hanyeping i de 21 kraven. En betydelsefull vapenfabrik var också belägen i staden. 